# 아일린 그레이
아일린 그레이(Eileen Gray, 1878년 8월 9일 ~ 1976년 10월 31일)는 아일랜드의 건축가이자 가구 디자이너였으며 근대 건축 운동의 선구자이다. 그녀는 Kathleen Scott, Adrienne Gorska, 르 코르뷔지에 및 장 바도비치 등 당대 유명한 유럽 예술가들과 연애를 했다. 그녀의 가장 유명한 작품은 프랑스 로크브륀카프마르탱에 있는 E-1027로 알려진 집이다.

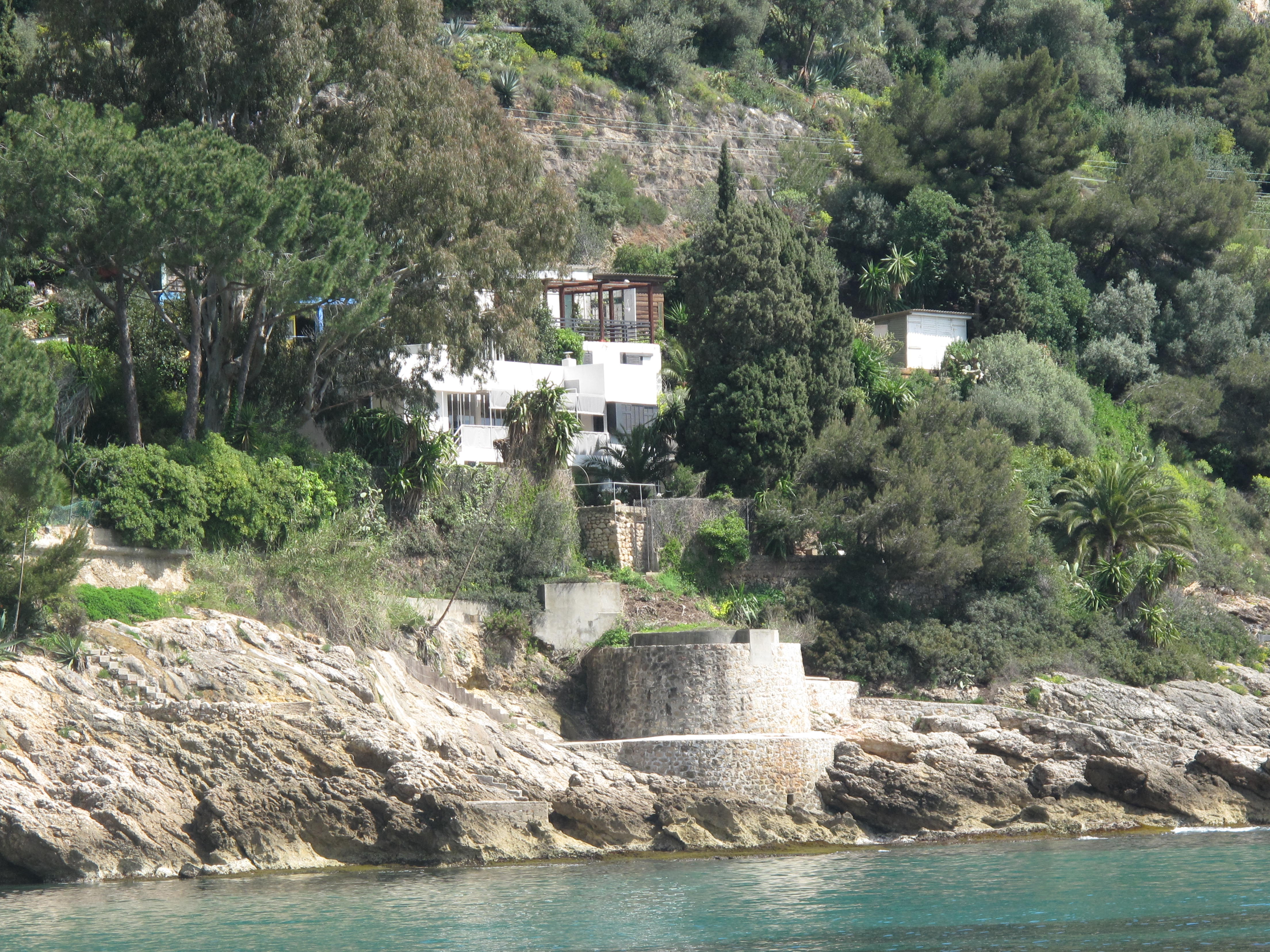
로크브륀카프마르탱에 위치한 E-1027 하우스, 1926~1929년